# The Un-Americans
Gli Un-Americans è stata una stable della WWE composta da Lance Storm, Christian, Test e William Regal.

## Storia
Gli Un-Americans si formano in una puntata di SmackDown nel giugno 2002 da Lance Storm, il team è simile al Team Canada nella WCW. Storm reclama alla World Wrestling Entertainment una discriminazione nei confronti dei canadesi per anni, citando lo Screwjob di Montreal per esempio. Christian e Test si uniscono a Storm. La stable si fa chiamare Anti-Americans brevemente di conseguenza. Poi la stable cambia nome in Un-Americans. Nel mese di luglio i Un-Americans entrano in fued con Rey Mysterio, Rikishi, successivamente con Edge e Hollywood Hulk Hogan.  Sempre nel luglio 2002 Storm e Christian sconfiggono Edge e Hogan diventando i nuovi World Tag Team Champion. Gli Un-Americans passano dal roster di SmackDown al roster di Raw il 29 luglio ed entrano subito in feud con The Undertaker.

## Nel wrestling
Mosse finali di Lance Storm
- Canadian Maple Leaf (Single Leg Boston Crab)

Mosse finali di Christian
- Unprettier (Double Underhook Reverse Facebuster)

Mosse finali di Test
- Test Drive (Rolling Cutter)
- Test Grade (Spinning fireman's carry cutter)
- Mosse finali di William Regal
- Knee Trembler (Running knee lift)
- Power of The Punch (Left punch con tirapugni)
- Regal Stretch (Arm trap cross-legged STF)